# Sulaimania
Sulaimania is een monotypisch geslacht van spinnen uit de  familie van de Tetrablemmidae.

## Soort
- Sulaimania vigelandi Lehtinen, 1981